# Pallavicini

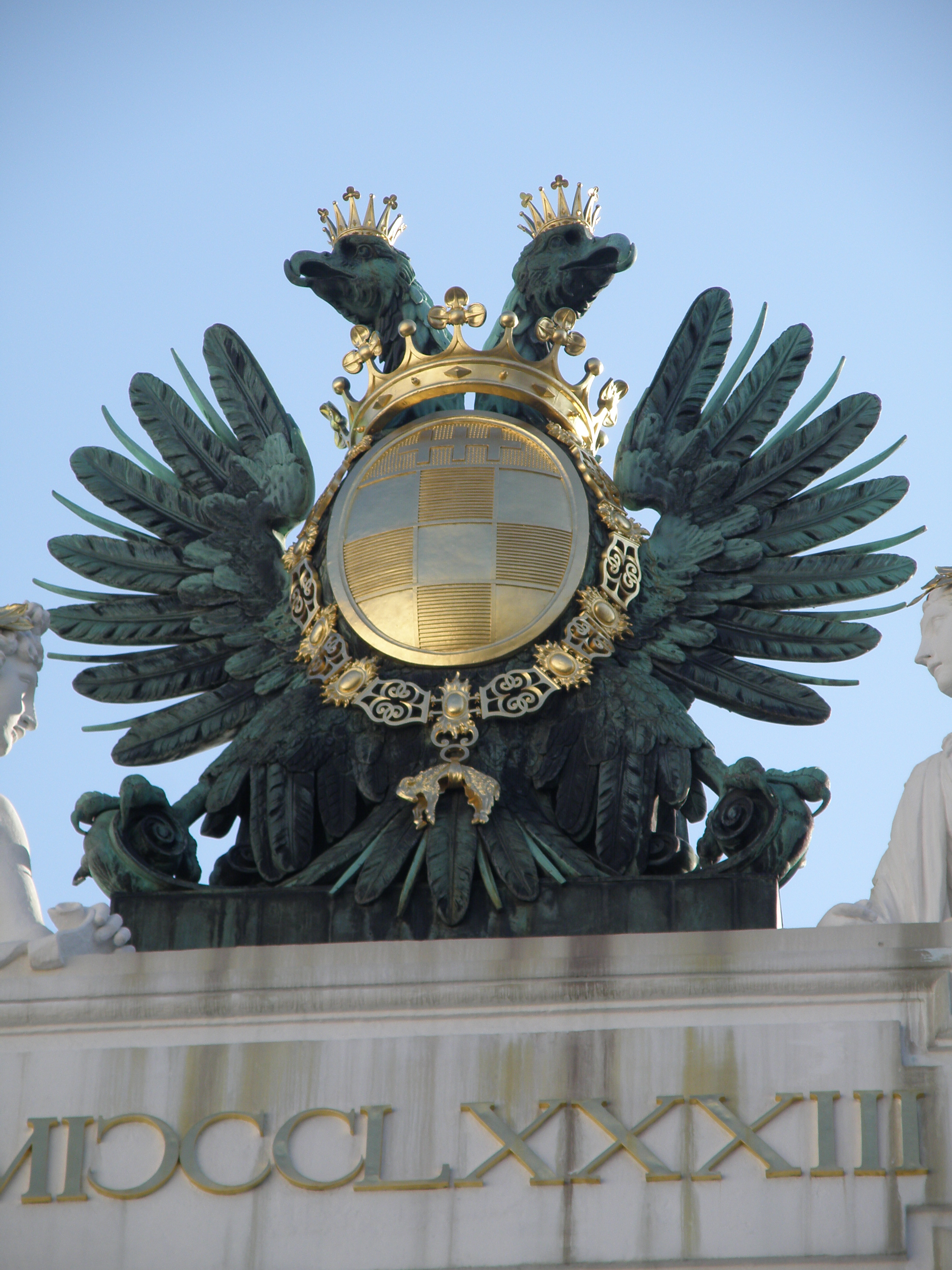
Wapenschild van het Huis Pallavici

De familie Pallavicini ook Pallavicino is een zeer oude Italiaanse adellijke familie, die de titel van Markies voert.

## Geschiedenis

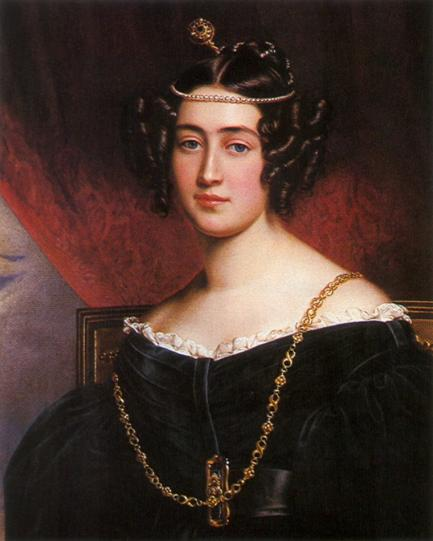
Irene von Pallavicini in de Galerie van schoonheden

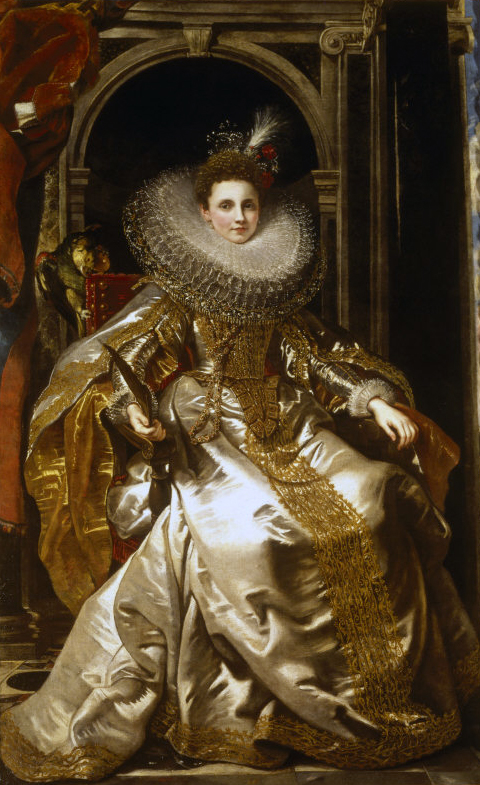
Maria Serra Pallavicini door Rubens

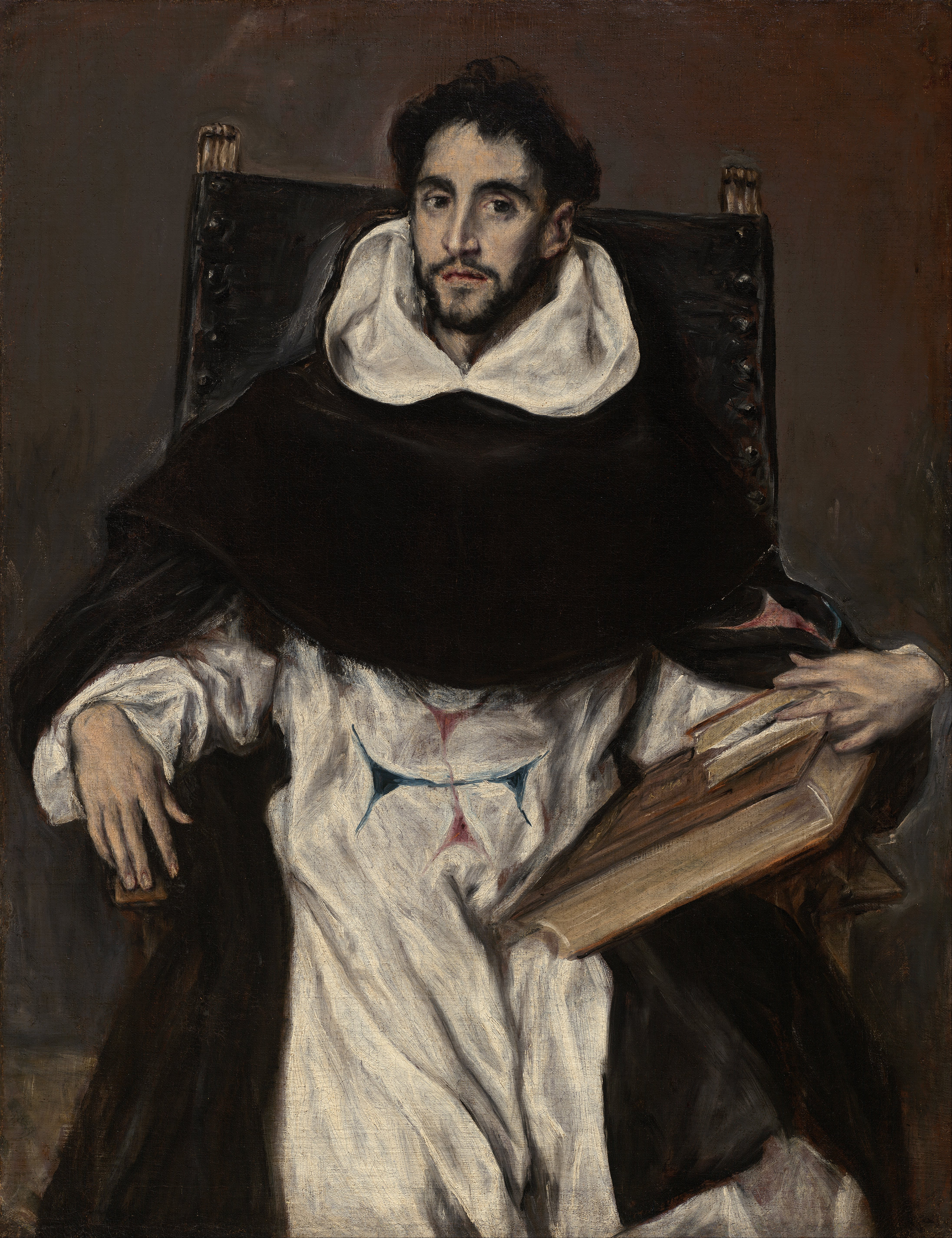
Broeder Hortensio Félix Palavicino y Arteaga, Dominicaan.portret van El Greco.

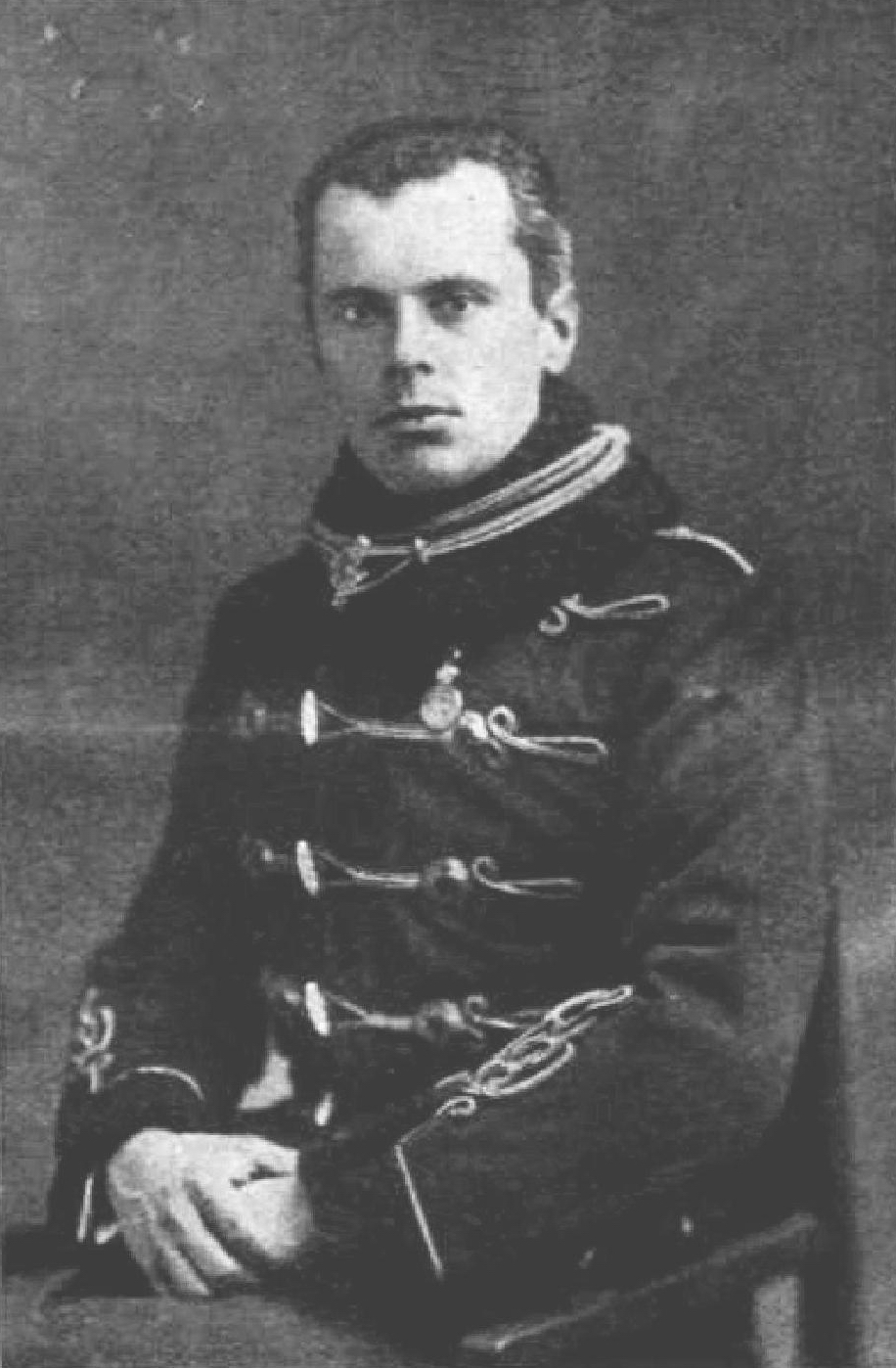
Markies György Palavicini.

De oudste vermeldingen van deze familie dateren uit de XIIe eeuw. Gedurende eeuwen kende deze familie veel voorspoed en had grote macht. De familie kon dankzij goede contacten met verschillende heersers zich een groot netwerk uitbouwen. Takken van deze familie bloeiden in Turijn en Genua, de familie behoorde tot de belangrijkste Ligurische families. Zo kon de familie gedurende ruim 100 jaar de titel van Markies van Bodonitsa voeren.
Verschillende leden financierden belangrijke kunstenaars, waardoor de familie een groot familiaal patrimonium kon uitbouwen. Ze onderhielden contacten met verschillende Antwerpse Meesters, zoals Rubens en van Dyck. Ook de kardinalen toonden interesse voor kunst en literatuur. 

## Patrimonium
- Palais Pallavicini, Wenen
- Villa Durazzo-Pallavicini
- Galleria Pallavicini.

## takken
- Pallavicini di Scipione
- Pallavicini di Pellegrino
- Pallavicini di Varano
- Pallavicini di Cortemaggiore
- Pallavicini di Genova

## Bekende familieleden

### Clerici
- Antonio Pallavicini, kardinaal.
- Giovanni Battista Pallavicini, Kardinaal.
- Lazzaro Pallavicini, Kardinaal.
- Lazzaro Opizio Pallavicini,(1719-1785) kardinaal.
- Pietro Sforza Pallavicini (1607-1667) , kardinaal.
- Antonio Maria Pallavicini, patriarch.
- Carlo Pallavicini, bisschop.
- Alessandro Pallavicini, benedictijn.
- Gerolamo Pallavicini.
- Giulio Cesare Pallavicini

### Politici
- Oberto Pallavicino, Heer van Milaan.
- Gian Carlo Pallavicini, Doge te Genua.
- Agostino Pallavicini, Doge van Genua
- Markies Johann von Pallavicini, diplomaat

### Andere
- Markies Alfonso Pallavicini, gehuwd met de zus van Koningin Mathilde.
- Markiezin Leontina Pallavicini, gehuwd met de neef van Koningin Paola.